# Adhemarius donysa
Adhemarius donysa  es una especie de polilla de la familia Sphingidae. Está descrito por Druce en 1889, y se sabe que vuela en México.

## Descripción

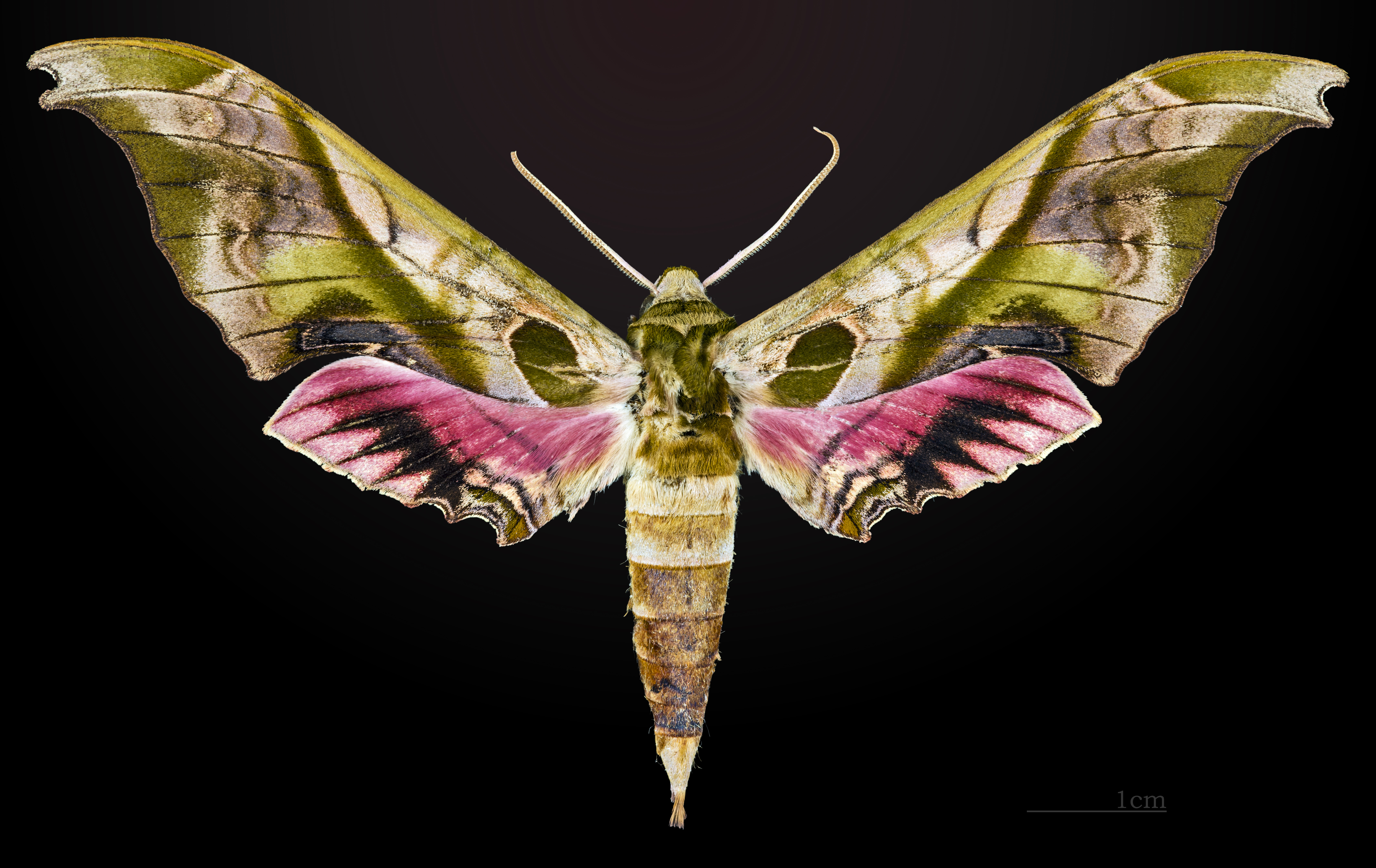
Dorsale Macho - MHNT
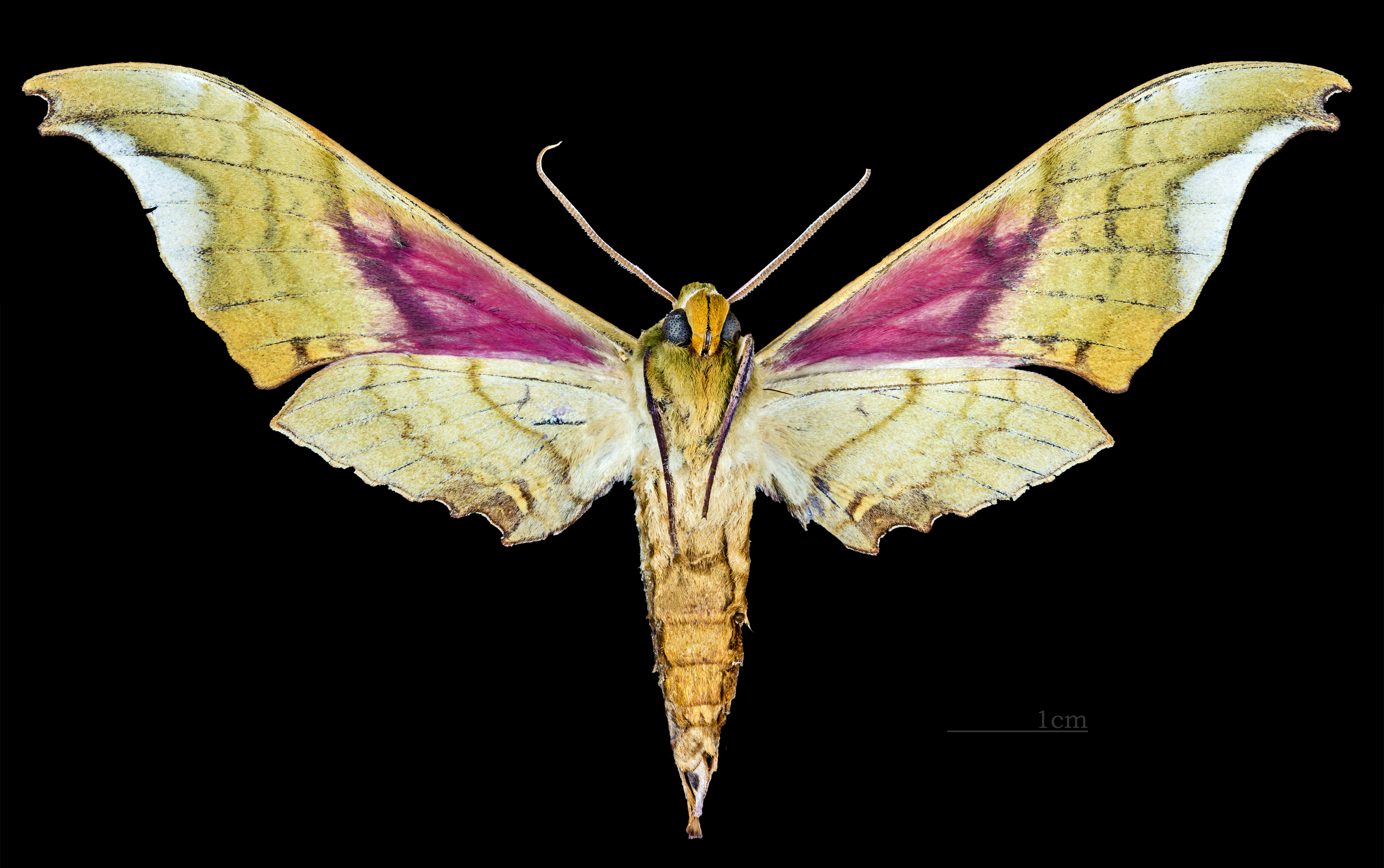
△ Ventral macho - MHNT
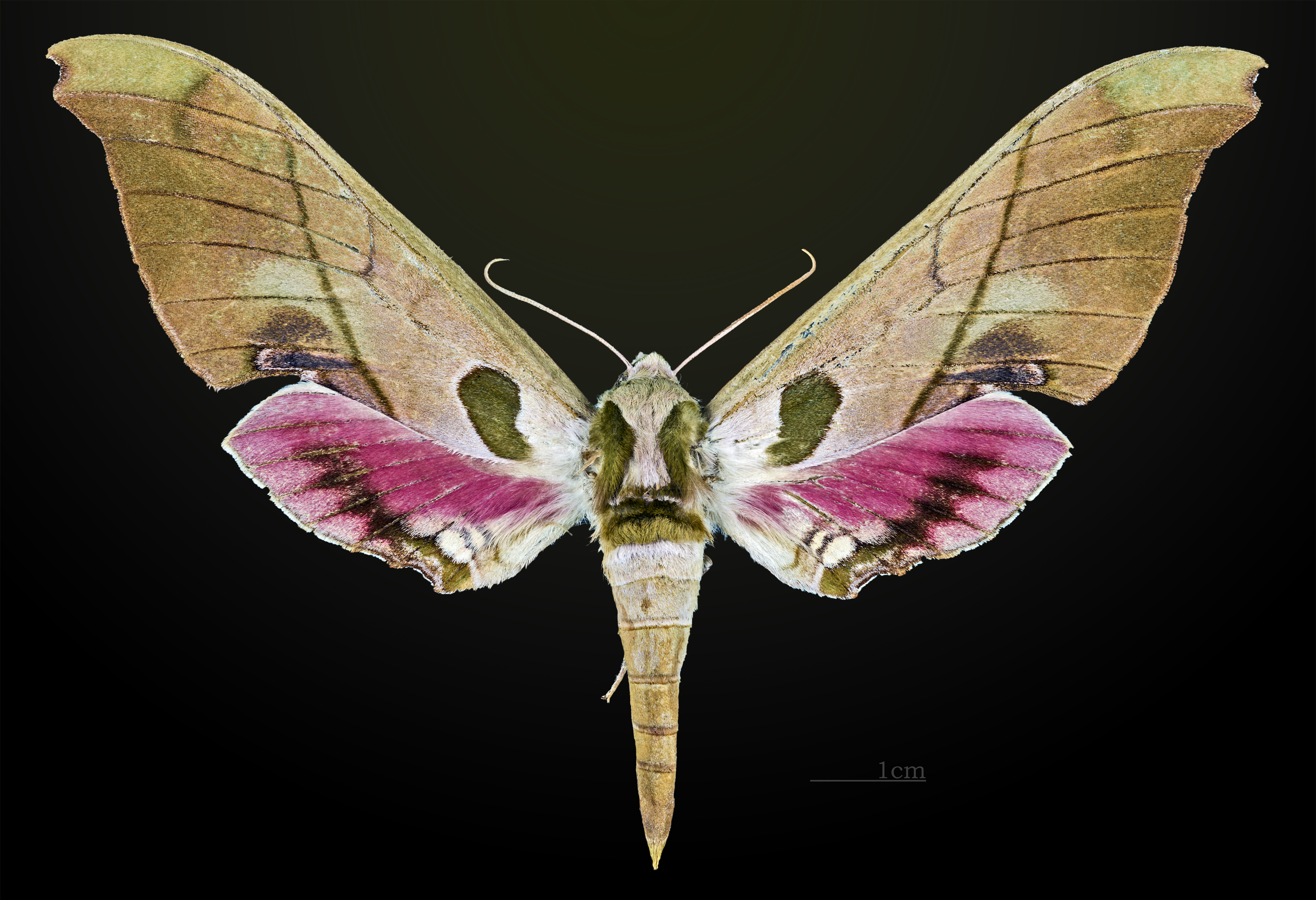
Dorsale Hembra - MHNT
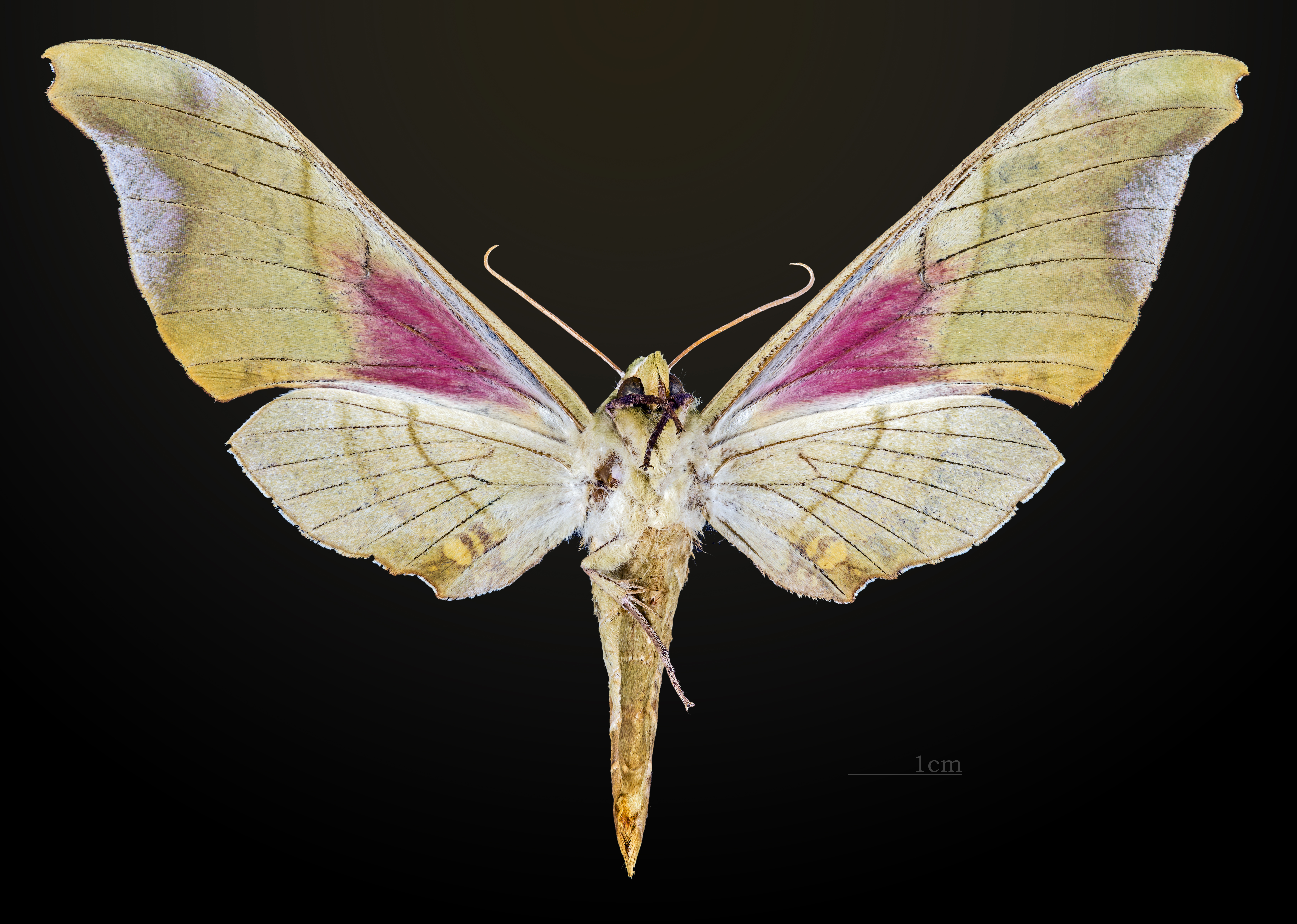
△ Ventral hembra - MHNT

## Biología
Tiene al menos dos generaciones por año.